# Слейтер-Маріетта (Південна Кароліна)
Слейтер-Маріетта (англ. Slater-Marietta) — переписна місцевість (CDP) в США, в окрузі Грінвілл штату Південна Кароліна. Населення — 2087 осіб (2020).

## Географія
Слейтер-Маріетта розташований за координатами 35°2′15″ пн. ш. 82°29′27″ зх. д. / 35.03750° пн. ш. 82.49083° зх. д. (35.037489, -82.490940).  За даними Бюро перепису населення США в 2010 році переписна місцевість мала площу 11,17 км², з яких 11,16 км² — суходіл та 0,02 км² — водойми.

## Демографія
Згідно з переписом 2010 року, у переписній місцевості мешкало 2176 осіб у 815 домогосподарствах у складі 570 родин. Густота населення становила 195 осіб/км².  Було 973 помешкання (87/км²).
Расовий склад населення:
| - 88,6 % — білих - 0,7 % — чорних або афроамериканців - 0,6 % — корінних американців - 0,1 % — азіатів - 8,7 % — осіб інших рас |

До двох чи більше рас належало 1,1 %. Частка іспаномовних становила 10,9 % від усіх жителів.
За віковим діапазоном населення розподілялося таким чином: 24,3 % — особи молодші 18 років, 59,8 % — особи у віці 18—64 років, 15,9 % — особи у віці 65 років та старші. Медіана віку мешканця становила 38,8 року. На 100 осіб жіночої статі у переписній місцевості припадало 98,9 чоловіків;  на 100 жінок у віці від 18 років та старших — 96,3 чоловіків також старших 18 років.
Середній дохід на одне домашнє господарство  становив 42 884 долари США (медіана — 27 143), а середній дохід на одну сім'ю — 48 931 долар (медіана — 32 656). За межею бідності перебувало 22,3 % осіб, у тому числі 26,2 % дітей у віці до 18 років та 8,1 % осіб у віці 65 років та старших.
Цивільне працевлаштоване населення становило 1045 осіб. Основні галузі зайнятості: виробництво — 23,3 %, будівництво — 15,3 %, освіта, охорона здоров'я та соціальна допомога — 14,6 %.